# 岩田奎
岩田 奎（いわた けい、1999年7月26日 - ）は、日本の俳人。「群青」同人。

## 経歴
京都府京都市生まれ。祖父は哲学者の加藤尚武。2015年、開成高校に入学し、俳句部で顧問の佐藤郁良のもと句作を開始する。第19回俳句甲子園に出場し、団体三位となる。翌年の第20回俳句甲子園では団体優勝し、「旅いつも雲に抜かれて大花野」が最優秀句に選ばれる。東京大学に進学し、「群青」に入会。東大俳句会の共同幹事を務める。2018年、第10回石田波郷新人賞受賞。2019年、「百合山羽公の祝祭性－稚児とダンサーをめぐって」で第6回俳人協会新鋭評論賞受賞。2020年には「赤い夢」で第66回角川俳句賞を受賞。21歳での受賞は、田中裕明の22歳を抜いて最年少での受賞となった。
2022年、第一句集『膚』を上梓。同書で第14回田中裕明賞、第47回俳人協会新人賞を受賞した。
大学卒業後は大手広告代理店に就職し、コピーライターとしても活動中。第72回朝日広告賞では「一般公募・デジタル連携の部」で最高賞を受賞した。

## 著書
- 句集『膚』（2022年、ふらんす堂）
- 『田中裕明の百句』（2024年、ふらんす堂）